# Burnley
Burnley es una ciudad en la zona metropolitana de Burnley en Lancashire, Inglaterra, con una población de alrededor de 73.500 habitantes. Se encuentra a 18 km al este de Blackburn y a 40 de Preston, en la confluencia de los ríos Calder y Brun.
Los inicios de la ciudad se remontan a la época medieval, con un período como pequeña ciudad, pero su principal periodo de expansión se produjo durante la Revolución industrial, cuando se convirtió en el mayor productor mundial de tela de algodón. Hoy en día, Burnley ha perdido gran parte de su industria, y es cada vez más una ciudad dormitorio de Mánchester, Leeds y del corredor de la autopista M65. El sector público es ahora el mayor generador de empleo de la ciudad.

## Deportes
La ciudad alberga al club de fútbol Burnley FC, que compite en la Premier League, la principal categoría del fútbol nacional. Juega sus encuentros de local en el Turf Moor.

### Información general
- Burnley Borough Council (en inglés)
- Visit Burnley (en inglés)

### Mapas y fotografías
- Burnley in 1890 | Old Ordnance Survey Maps
- Burnley in 1910 | Old Ordnance Survey Maps
- Burnley in 1953-55 | Old Ordnance Survey Maps
- Burnley in 2007 | Photographs of Burnley town centre and surrounding area
- Burnley in 2007 | Photographs of the Leeds and Liverpool Canal in Burnley

- Datos: Q209096
- Multimedia: Burnley / Q209096